# 少云镇
少云镇，原名关溅乡，是中华人民共和国重庆市铜梁区下辖的一个乡镇级行政单位。中国人民志愿军战士邱少云生于此地。

## 行政区划
少云镇下辖以下地区：
琼江社区、长滩社区、塔坡村、少云村、大佛村、七宝村、老君村、转龙村、海棠村、向阳村、石庙村、高碑村、双堰村和砚池村。